# Saanen
Saanen (Gessenay en francès) és un municipi del cantó de Berna (Suïssa), cap del districte de Saanen.